# Claude Antoine de Préval
Pour les articles homonymes, voir Préval (homonymie).
 Claude Antoine de Préval , né le 12 décembre 1739 à Salins-les-Bains (Jura), mort le 13 janvier 1808 à Besançon (Doubs), est un général français de la Révolution et de l’Empire.

## États de service
Il entre en service en 1755, comme volontaire dans le régiment d'Enghien, et il fait les campagnes de la guerre de Sept Ans. Il est blessé aux batailles d’Hastenbeck le 26 juillet 1757, et de Crevelot en 1758. Il est nommé sergent en 1759, porte drapeau en 1770, sous-lieutenant en 1779, et lieutenant en 1780. De 1780 à 1783, il participe à la guerre en Amérique. Il reçoit son brevet de capitaine, et il est fait chevalier de Saint-Louis en 1788, puis il se retire en 1791, à Salins.
Le 6 octobre 1791, il est élu lieutenant-colonel en second au 1er bataillon de volontaires du Jura, et le 7 janvier 1792, il démissionne pour passer le 12 janvier suivant, au 21e régiment d’infanterie avec le grade de capitaine. Le 28 avril 1792, il est chargé par le colonel Ferrière de défendre les gorges de Porrentruy, et le 30 septembre suivant il se trouve à la prise de Spire. 
Le 18 octobre 1793, il est adjudant de place à Landau, et il est nommé chef de brigade provisoire par le représentant du peuple Lacoste le 17 avril 1794, à la 25e demi-brigade d’infanterie.
Il est promu général de brigade provisoire par le représentant en mission Hentz, et commandant de la place de Landau le 9 juin 1794. Il est confirmé dans son grade le 15 août 1794, et il est mis en congé de réforme le 13 avril 1796. Le 23 octobre 1800, il prend le commandement du 2e bataillon de vétérans, à Besançon, et il est admis à la retraite le 23 septembre 1805.
Il meurt le 13 janvier 1808, d’une crise d’apoplexie, à Besançon.

## Famille
- Père du général Claude Antoine Hippolyte de Préval (1776-1853).

## Sources
- (en) « Generals Who Served in the French Army during the Period 1789 - 1814: Eberle to Exelmans »
- Claude Antoine Préval  sur roglo.eu
- Côte S.H.A.T.: 8 YD 516
- Léon Hennet, Etat militaire de France pour l’année 1793, Siège de la société, Paris, 1903, p. 70.
- Pierre Jullien de Courcelles, Dictionnaire historique et biographique des généraux français : depuis le onzième siècle jusqu'en 1822, Tome 8, l’Auteur, 1823, 459 p. (lire en ligne), p. 384.
- (pl) « Napoléon.org.pl »
- Commandant G. Dumont, Bataillons de volontaires nationaux, (cadres et historiques), Paris, Lavauzelle, 1914, p. 158-404.